# Yoshihiko Noda
Yoshihiko Noda (20. svibnja 1957.) japanski je političar, bivši premijer Japana iz Japanske demokratske stranke (民主党, Minshutōa), član Predstavničkog (donjeg) doma japanskog parlamenta Kokkaija. Izabran je za budućeg premijera nakon što je u drugom krugu izbora pobijedio Banri Kaiedu za predsjednika svoje stranke.  Na mjesto premijera imenovao ga je japanski car od 2. rujna 2011. u koje mu je mandat trajao do 26. prosinca 2012. godine.

## Životopis
Noda je rođen u siromašnoj obitelji u Funabashi 1957. godine. Za razliku od mnogih uglednih japanskih političara, Nodina obitelj nema veze s Nagatachōm. Na izborima 1987. godine izabran je u skupštinu Chiba Prefekture kada je imao 29 godina.
Nakon što je tadašnji premijer Naoto Kan dao ostavku u kolovozu 2011. godine, Noda je objavio kandidaturu na stranačkim izborima da ga zamijeni. Pobijedio je u drugom krugu stranačkih izbora Banrija Kaiedu, te na sebe uzeo veliki izazov obnove zemlje nakon potresa i cunamija 2011. godine.
Nakon teškog poraza DPJ-a na općim izborima u prosincu 2012. godine, Noda je priznao poraz i odstupio s čelništva stranke. Na mjestu premijera, naslijedio ga je Shinzo Abe, kojemu je to bio drugi mandat.

## Vanjske poveznice
- www.nodayoshi.gr.jp